# Пожарский переулок
Пожа́рский переу́лок (в 1922—1993 годах — Саве́льевский переу́лок, до 1922 года — Савёловский переу́лок) — улица в центре Москвы в Хамовниках между Курсовым переулком и Остоженкой. Беря начало у Курсового переулка, Пожарский переулок проходит на северо-запад параллельно 1-му Зачатьевскому переулку и выходит на Остоженку напротив Всеволожского переулка.

## Название
Получил название 13 мая 1993 года в честь князя Д. М. Пожарского (1578—1642) и в связи с расположением поблизости штаба Пожарского в 1612 году в дни сражения с польско-литовскими войсками гетмана Ходкевича. В 1922—1993 годах носил название Савельевский переулок, в память об А. С. Савельеве-Шелехесе (1889—1919) — участнике Декабрьского вооруженного восстания 1905 года и Октябрьских событий 1917 года в Москве, члене Хамовнического военно-революционного комитета (в память о нём также названа другая улица Хамовников — улица Савельева).
До 1922 года — Савёловский переулок, по фамилии местных домовладельцев Савёловых, живших здесь в начале XVIII века.

## Примечательные здания и сооружения

### По нечётной стороне
- № 3 — дом жены титулярного советника М. А. Зиминой, конец XIX — начало XX века[2]. Снесён в 2017 году ради строительства офисно-жилого комплекса[3].
- № 5/12, стр. 1 — до 2017 года на этом месте стоял доходный дом потомственного почетного гражданина С. Н. Колобашкина, построенный в 1903 году по проекту архитектора Н. Д. Струкова. Несмотря на поданную заявку, дому не присвоили статуса объекта культурного наследия. С разрешения мэрии Москвы здание снесли ради строительства офисного центра[4].
- № 7, стр. 2 — жилой дом (в основе — палаты XVII века; конец XVIII — начало XIX веков).
- № 7A — Морозовская детская городская клиническая больница: Детская неврологическая консультативная поликлиника; Церковь Иконы Божией Матери Всех Скорбящих Радость при Троицкой больнице (1877, архитектор В. И. Веригин).
- № 9 — доходный дом (1908, архитектор П. А. Ушаков), объект культурного наследия Москвы. Здание, богато украшенное пилястрами, портиками, фризом с изображениями грифонов, маскаронами с изображением львов, примечательно ещё и тем, что в 1920-е годы здесь жили актёры братья Иван и Михаил Москвины, квартиру которых посещали многие известные современники, в том числе актёр Борис Щукин[5].
- № 11 — жилой дом, ставший в 2009 году самым дорогим в Москве по стоимости квартир по версии журнала Forbes[6].
- № 15, стр. 2 — 19 марта 2017 года в рамках проекта «Последний адрес» на фасаде дома были установлены мемориальные таблички с именами геодезиста Ивана Ивановича Бубнова и печатника Павла Ивановича Комлева, погибших во время сталинских репрессий[7].

### По чётной стороне
- Гимназия имени Вл. Соловьёва. Адрес связан с именем философа Бердяева.
- № 6, стр. 2 — главный дом городской усадьбы, 1907, архитектор Б. Н. Кожевников.  7731008000
- № 8 — доходный дом И. Ф. Герасимова (1912, архитектор В. Е. Дубовской, при участии Н. А. Архипова)[1].
- № 10 — доходный дом (1910, архитектор Н. Г. Фалеев)[1].
- № 12 (выходит также на Остоженку и на 2-й Обыденский переулок) — доходный дом (1898—1904, архитектор А. В. Иванов)[1]. Здание занимает Международная калийная компания.